# SynTRACS
SynTRACSとは三菱電機が鉄道用に開発したSiC-VVVFインバータ制御の電車の駆動システムの一種である。
同期リラクタンスモーター「SynRM」と、フルSiCｰMOSFET素子またはハイブリッドSiCｰIGBT素子を採用したVVVFインバータを連動させたシステムである。
VVVFには三菱電機が磁気解析技術によって導き出した専用のソフトが用いられ、最も高効率な駆動を可能としている。
また、その技術は東京メトロの車両に使用された永久磁石同期電動機用の物も応用されており、ソフト設計に共通点(キャリア周波数など)がある、PMSMと回路の互換性を持つなどの特徴もある。
初期は東京メトロ(日比谷線13000系)で試験的に運用された。
現在は福岡市地下鉄空港線・箱崎線4000系にて実用化されている。また、東武野田線80000系にも導入されている。さらに、阪神3000系(2代)にも採用予定。
| スタブアイコン | サブスタブ | この項目は、まだ閲覧者の調べものの参照としては役立たない、鉄道に関連した書きかけの項目です。この項目を加筆・訂正などしてくださる協力者を求めています（P:鉄道/PJ:鉄道）。 |

| スタブアイコン | サブスタブ | この項目は、まだ閲覧者の調べものの参照としては役立たない、工学・技術に関連した書きかけの項目です。この項目を加筆・訂正などしてくださる協力者を求めています。 |